# Вінцентій
Вінцентій (лат. Vincentius, пол. Wincenty) — чоловіче особове ім'я. Також — Вінкентій, Вінцент, Вінсент, Вікентій. 

## Особи
- Вінцентій Сарагоський — святий, мученик.
- Вінцентій Вітос
- Вінцентій Горецький
- Вінцентій Кадлубек
- Вінцентій Кузневич
- Вінцентій Потоцький
- Вінцентій Потоцький (колекціонер)
- Вінцентій з Шамотул
- Станіслав Вінцентій Яблоновський